# WOW (пісня Marilyn Manson)
WOW — дев'ята пісня із сьомого студійного альбому американського рок-гурту Marilyn Manson The High End of Low. Назву композиції оприлюднено 7 квітня 2009 р. у блозі, де описувалася ця та ще одна пісня з платівки, Arma-Goddamn-Motherfuckin-Geddon. У квітні 2009 фронтмен зробив собі татуювання з написом «WOW» на правому зап'ясті.
На думку рецензента Джона Робба з онлайн-журналу The Quietus композиція «написана в дусі Іґґі [Попа]; коли він відхилився у бік індастріалу на альбомі The Idiot». В інтерв'ю BBC Radio 6 Music лідер гурту визнав, що трек написано під впливом Іґґі. Він також заявив, що текст композиції має посилання на роман Достоєвського «Ідіот» (1868), на честь якого Іґґі Поп також назвав свою дебютну платівку.

## Відео
11 травня 2010 р. відео на «WOW» з'явилося на офіційній сторінці групи на MySpace. Воно складається з 2-секундного фраґменту, повторюваного впродовж 6 хвилин. Через це більшість фанів вважає, що це відео не є музичним кліпом. На сайті та офіційних сторінках гурту на різних інтернет-ресурсах також не вказано, що цей відеоролик — кліп. Режисер: Мерілін Менсон. У відео присутня Еван Рейчел Вуд у гримі, який, можливо натякає на обличчя трупу Елізабет Шорт, рот якого був розсічений від вуха до вуха. У ролику Еван бавиться з лямкою своєї сукні. В описі відео зазначено, що його зняли 2008 року, приблизно за рік до виходу альбому. Ймовірно, це означає, що відео існувало до написання самої пісні.